# Frankfurter Straße 22 (Darmstadt)
Das Haus Frankfurter Straße 22 ist ein Bauwerk in Darmstadt.

## Geschichte und Beschreibung
Das „Landhaus“ in der Frankfurter Straße 22 wurde um das Jahr 1860 erbaut. 
Stilistisch gehört das Haus zum Spätklassizismus.
Das zweigeschossige kubische Wohnhaus besitzt vier Fensterachsen.
Die Fassade ist durch Gesimse horizontal gegliedert und mit einem kräftigen Kranzgesims gegen das flachgeneigte Dach abgeschlossen.
Die Vorderfront ist durch zwei kleine, außenliegende Balkone akzentuiert.
Im Hof befindet sich ein historischer Wintergartenanbau mit einer für die Bauzeit charakteristischen Holzschnitzarbeit.

## Denkmalschutz
Das Wohnhaus und der Wintergarten sind ein typisches Beispiel für den spätklassizistischen Baustil in Darmstadt. Aus architektonischen und stadtgeschichtlichen Gründen steht das Bauwerk unter Denkmalschutz.